# Кућа Димитрија Живадиновића
Кућа Димитрија Живадиновића се налази у Београду, на територији градске општине Стари град. Подигнута је 1904. године и представља непокретно културно добро као споменик културе.
Кућа Димитрија Живадиновића је саграђена по пројекту познатог београдског архитекте Милана Антоновића као пословно-стамбена зграда са простором за трговину хартијом у сутерену и приземљу и стамбеним просторијама на спрату. Репрезентативна зграда угледног банкара, трговца и председника Управног одбора Београдске задруге у београдској чаршији имала је одлике сецесијске архитектуре, са изразитим печатом и академске архитектуре.
Улазни хол је осликао познати декоративни сликар Драгутин Инкиостри. Два спрата су дозидана 1926—1927. године по пројекту архитекте Самуела Сумбула што није битно изменило првобитни изглед објекта. Значај објекта произилази из чињенице да репрезентује дело једног од најпознатијих београдских архитеката и да сведочи о личности инвеститора који је Београду оставио у наслеђе вредне архитектонске објекте.
Архитекта Антоновић је крајем 19. века основао је приватни биро и у њему је радио до своје смрти. Један је од првих српских архитеката који је имао приватни биро. Након Првог светског рата Антоновић је изводио радове на калдрмисању и уређењу улица, уз даљи рад на пројектовању грађевина. На почетку своје каријере пројектовао је Палилуску основну школу и комплекс Државне болнице. Касније је пројектовао углавном приватне стамбене зграде. Међу пословним зградама пројектовао је и фотографски атеље Милана Јовановића, а Инвеститори његових пословно-стамбених зграда су осигуравајућа друштва, приватна лица и једно културно друштво.

## Димитрије Живадиновић
Димитрије Живадиновић био је таст генерала Александра Димитријевића и маршала двора краља Александра Карађорђевића. Поред куће у Грачаничкој улици, Димитрије је подигао двоспратну зграду на углу Ускочке улице и Кнез Михаилове у коју је пресељена радња. То здање је касније купио београдски трговац Влада Митић, а после Другог светског рата припало је Робним кућама „Београд“.